# Юхов, Иван Иванович
Иван Иванович Юхов ([1], [2] октября 1871 ; Российская империя, РСФСР, СССР, Москва — 1943; Россия, Москва) — советский и российский хоровой дирижёр. Организатор семейного хора в 1900 году в Щелково, знаменитого церковного и светского хора в Москве с 1903 года.

## Биография
Иван родился в [1], 2 октября 1871 году в Москве, в семье крестьян-любителей пения (его дед — тенор, его отец — бас-октава).
В 1908 окончил Московское синодальное училище, получив звание регента.
До 1900 пел в различных хорах. В 1900 году организовал любительский хор в Щёлково, под Москвой, а в 1903 хор был переведён в Москву. После Октябрьской революции 1917-го принял активное участие в культурном строительстве.
Хор под его руководством вёл большую музыкальную просветительную работу. В 1918 году, хор слушал B.И.Ленин и дал ему высокую оценку.
С 1919 хор под руководством преобразован в Первый государственный хор (с 1925 — Хор им. М. И. Глинки). В 1942 на его основе была создана Республиканская русская хоровая капелла. Талант дирижёра и исключительная энергия организатора сделали хор одним из лучших русских хоровых коллективов. Его исполнение отличалось художественной зрелостью, необычной ясностью, задушевностью. Хор под много концертировал, выступал в концертах, a cappella и в различных симфонических концертах, в том числе под управлением С. А. Кусевицкого, M.M. Ипполитова-Иванова, В. И. Сука и др.
Хор под руководством Ю. принимал участие в исполнении оратории «Самсон» Генделя, Реквиема Моцарта, 9-й симфонии Л. Бетховена, музыки к «Манфреду» Р. Шумана, кантаты «Иоанн Дамаскин» C. И. Танеева и др.
Видное место в репертуаре хора занимали нарисованные и советские песни. Хор часто выступал на Радио, участвовал в постановках новых опер.
Ушёл из жизни в 1943 году в Москве.

## Издательство
- Русская духовная музыка в документах и материалах. Том 9. Русское православное церковное пение в XX веке. Советский период. Книга 1. 1920—1930-е годы. Часть 1. — Litres, 2022-05-15. — 609 с. — ISBN 978-5-04-086634-2.[1]
- Михаил Богословский. Дневники (1913—1919). — Strelbytskyy Multimedia Publishing, 2018-02-13. — 1466 с.[2]
- А. Ермаков. Подлинные записки Алексея Ивановича Ермакова. — Litres, 2022-05-15. — 341 с. — ISBN 978-5-04-018065-3.[3]
- С. Зверева. Русская духовная музыка в документах и материалах. Том VIII. А. В. Никольский и хоровое движение в России в начале XX века. Книга 1. Литературно-музыкальное наследие А. В. Никольского. — Litres, 2022-05-15. — 992 с. — ISBN 978-5-04-133641-7.[4]
- Музыкальная жизнь Москвы в первые годы после Октября: Октябрь 1917—1920: хроника, документы, материалы. — Советский композитор, 1972. — 374 с.[5]
- Московский архив: историко-краеведческий альманах. — Мосгорархив, 1996. — 706 с. — ISBN 978-5-7228-0069-5.[6]